# Brendan Reidy
Pas d'image ? Cliquez ici

a Compétitions nationales et continentales officielles uniquement.

b Matchs officiels uniquement.
Brendan Philip Reidy, né le 13 septembre 1968 à Wellington en Nouvelle-Zélande, est un joueur samoan de rugby à XV évoluant au poste de pilier.

## Biographie
Brendan Reidy joue avec les Saracens, puis le Rugby Rovigo jusqu'en 2000 et enfin avec l'AS Montferrand de 2000 à 2002 où il met fin à sa carrière,. 

## Palmarès
- Championnat de France de rugby à XV :
  - Finaliste (1) : 2001
- Coupe de la ligue :
  - Vainqueur (1) : 2001

## Statistiques en équipe nationale
- 18 sélections
- sélections par année : 3 en 1995, 4 en 1996, 2 en 1998, 9 en 1999
- En Coupe du monde :
  - 1999 : 5 sélections (Afrique du Sud, Japon, Argentine, Galles, Écosse)